# Sulzbach (Nidda)
Der Sulzbach (ⓘ) ist ein gut zwölf Kilometer langer, rechter und geografisch nördlicher Zufluss der Nidda in Hessen.

## Name
Der Namensbestandteil „Sulz“ leitet sich ab von althochdeutsch sulza mit der Bedeutung Salzwasser, Sole.

## Geografie

### Verlauf

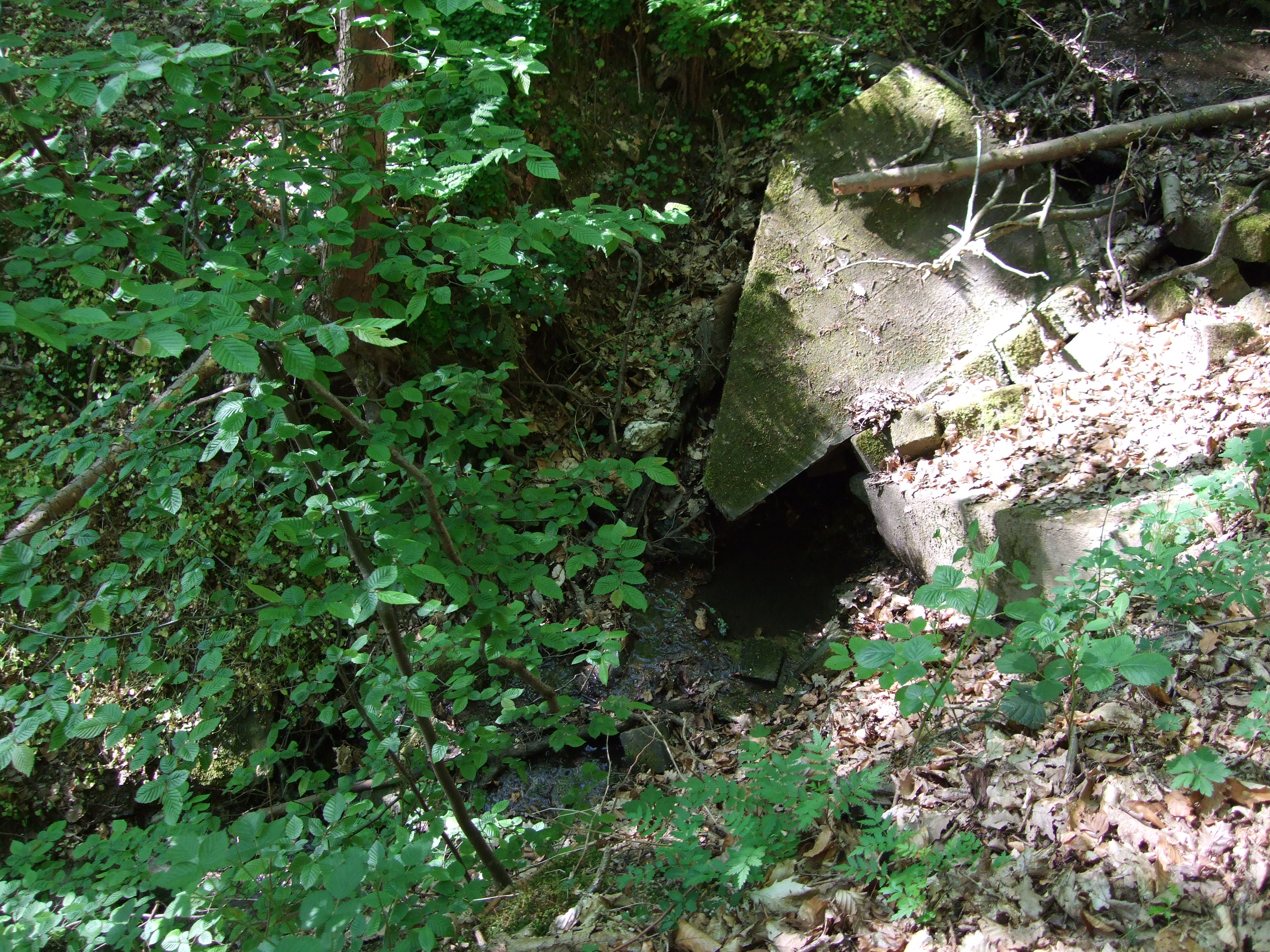
Die Quelle des Sulzbachs

Der Sulzbach entspringt westlich des Johanniswaldes und südlich des Königsteiner Stadtteils Mammolshain auf einer Höhe von etwa 310 m ü. NHN innerhalb des Gebiets der Stadt Bad Soden.
Er fließt zunächst in südsüdöstlicher Richtung durch den Stadtteil Bad Soden-Altenhain. Anschließend durchquert er in südöstlicher Richtung die Städte Bad Soden und Sulzbach (Taunus). Danach durchfließt er eine Strecke mit Wiesen und Feldern, um nach der Unterquerung der Bundesautobahn 66 das Stadtgebiet von Frankfurt am Main  zu erreichen.

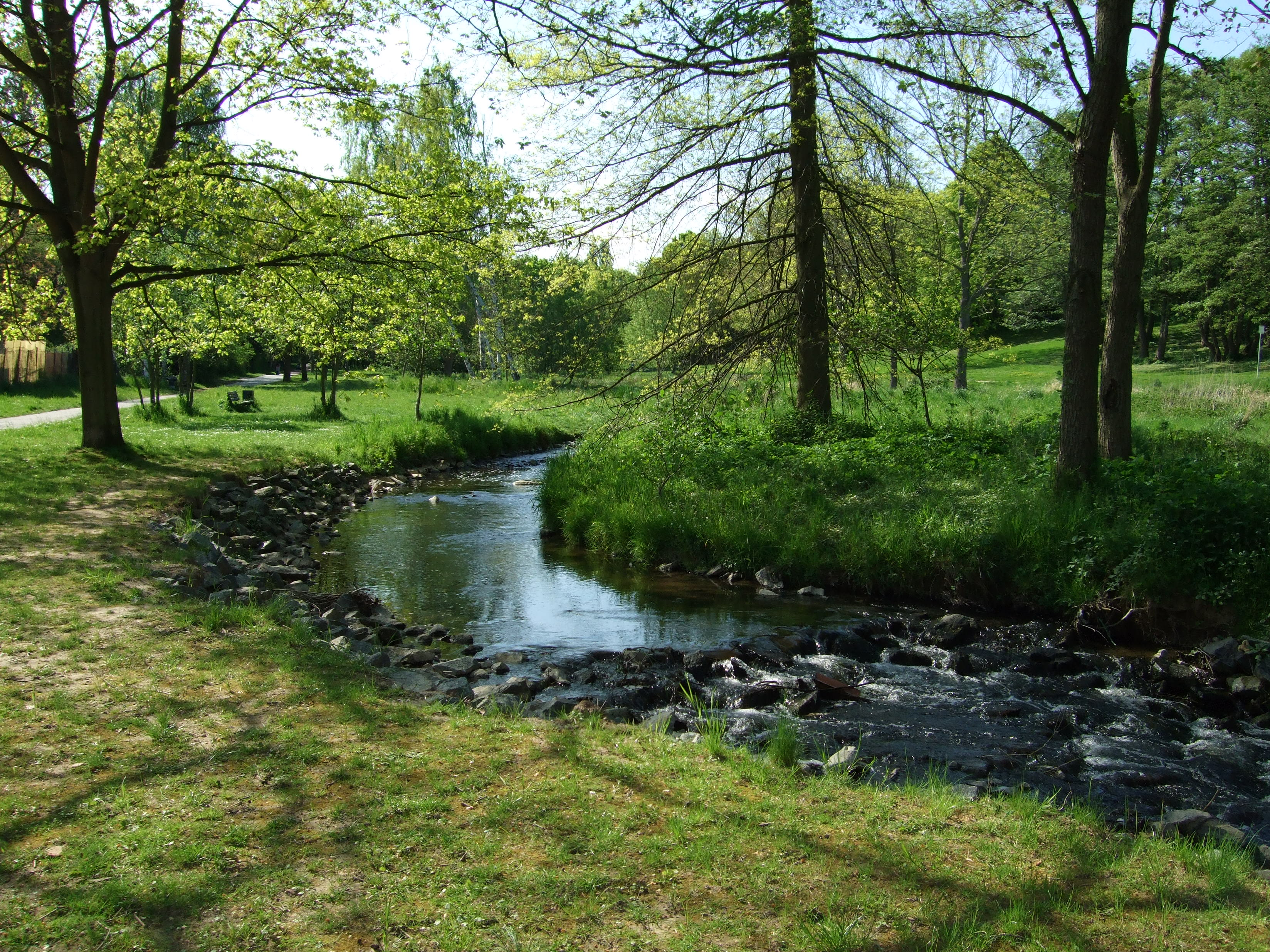
Der Sulzbach in Sossenheim

Im Gebiet des Frankfurter Stadtteils Sossenheim mündet der Sulzbach am südwestlichen Rand des Sossenheimer Unterfeldes, unmittelbar westlich der Wohnsiedlung Im Mittleren Sand auf einer Höhe von ungefähr 217 m ü. NHN von rechts in die aus dem Ostnordosten heranziehende Nidda.
Sein 12,1 km langer Lauf endet ungefähr 217 Höhenmeter unterhalb seiner Quelle, er hat somit ein mittleres Sohlgefälle von etwa 18 ‰.

### Einzugsgebiet
Das 33,33 km² große Einzugsgebiet des Sulzbachs erstreckt sich vom Vortaunus über das Main-Taunusvorland bis zur Untermainebene und wird durch ihn über die Nidda, den Main und den Rhein zur Nordsee entwässert.
Es grenzt
- im Nordosten und Osten an das Einzugsgebiet des Westerbachs, der in die Nidda mündet und
- im Südwesten, Westen und Nordwesten an das des Liederbachs, der in den Main mündet.

Die höheren Lagen im Norden sind zum großen Teil bewaldet, ansonsten dominieren Siedlungsflächen. Die höchste Erhebung ist der Hardtberg mit einer Höhe von 408,7 m ü. NHN im Nordosten des Einzugsgebiets.

### Zuflüsse
Zu den Zuflüssen des Sulzbachs gehören (flussabwärts betrachtet, Kilometerangaben erfolgen von Mündung zur Quelle):
| Stat. in km | Name                          | GKZ      | Lage   | Länge in km | EZG in km² | Mündung             | Mündungshöhe in m ü. NHN | Bemerkungen                            |
| ----------- | ----------------------------- | -------- | ------ | ----------- | ---------- | ------------------- | ------------------------ | -------------------------------------- |
| 009,40      | Kahlbach                      | 24898-14 | rechts | 000,850     |            | Bad Soden am Taunus |                          |                                        |
| 008,80      | Mailborn                      | 24898-16 | rechts | 000,860     |            | Bad Soden am Taunus |                          |                                        |
| 007,20      | Niederdorfsbach (Hauptgraben) | 24898-18 | links0 | 001,950     |            | Bad Soden am Taunus |                          |                                        |
| 003,90      | Schwalbach                    | 24898-2  | links0 | 007,200     |            | Sulzbach            | 11500000                 | Länge GK 24898-2 (S. + Sauerbornsbach) |

Anmerkungen zur Tabelle
1. ↑  Gewässerkennzahl, in Deutschland die amtliche Fließgewässerkennziffer mit zur besseren Lesbarkeit eingefügtem Trenner hinter dem Präfix, das einheitlich für den allen gemeinsamen Vorfluter Sulzbach steht.

### Flusssystem Nidda
- Fließgewässer im Flusssystem Nidda

### Ortschaften
Zu den Ortschaften am Sulzbach gehören (flussabwärts betrachtet):
| - Altenhain (Hessen) - Bad Soden am Taunus (Hessen) - Sulzbach (Taunus) (Hessen) - Frankfurt-Sossenheim (Hessen) |

## Daten
Der obere Sulzbach ist ein feinmaterialreicher silikatischer Mittelgebirgsbach. Das Einzugsgebiet des oberen Sulzbaches (vor dem Zufluss des Schwalbaches) beträgt 11,97 km² und des unteren Sulzbaches zusätzlich 11,05 km². Der Sulzbach hat in seinem unteren Bereich eine mittlere Abflussmenge (MQ)  von 243,3 l/s.